# Otobothrium cysticum
Espèce
Otobothrium cysticum est une espèce de cestodes de la famille des Otobothriidae. C'est un parasite que l'on rencontre chez des espèces de poissons dans le golfe du Mexique.